# John Robert Kerr
Sir John Robert Kerr (24 de setembro de 1914 – 24 de março de 1991) foi o 18.º governador-geral da Austrália. Kerr demitiu o governo trabalhista de Gough Whitlam no dia 11 de novembro de 1975, acção que se tornou no climax da maior crise constitucional da história da Austrália.